# Grundsteuer
Die Grundsteuer (teilweise auch Bodenzins genannt) ist eine Steuer auf das Eigentum an Grundstücken (Substanzsteuer). Bemessungsgrundlage ist in der Regel der Wert des Grundstücks oder der Wert des Grundstücks inklusive dessen tatsächlicher Bebauung. In vielen Ländern wird der Steuersatz auf kommunaler Ebene festgelegt.

## Deutschland
Die Grundsteuer ist in Deutschland eine Steuer auf das Eigentum an Grundstücken und deren Bebauung. Die Steuereinnahmen kommen den Gemeinden zugute, welche auch die Höhe der Steuer durch den Hebesatz festlegen. 2018 erklärte das Bundesverfassungsgericht die Ermittlung der für die Grundsteuer maßgeblichen Einheitswerte für verfassungswidrig. 2019 wurde eine Reform der Grundsteuer beschlossen. Die neu berechnete Grundsteuer wird seit dem Jahr 2025 erhoben. Ausgangspunkt ist in den meisten Bundesländern der neu festgestellte Grundsteuerwert, allerdings gibt es in manchen Bundesländern abweichende Modelle der Wertfeststellung. Seit dem Jahr 2025 gibt es mit Ausnahme Bayerns eine neue Grundsteuer C. Für diese können die Gemeinden für bebaubare, aber nicht bebaute Grundstücke einen besonderen Hebesatz festlegen.

## Österreich
Die österreichische Regelung ähnelt der deutschen, Näheres ist unter Grundsteuer (Österreich) beschrieben.

## Schweiz
Die Schweiz kennt keine Grundsteuer auf Bundesebene. Da die Ausgestaltung des Steuersystems weitgehend Sache der Kantone ist, gibt es nur in manchen Kantonen eine explizite Liegenschaftssteuer (auch Grund- oder Grundstückssteuer). Je nach Typ des Grundstücks wird nach Ertragswert (bei vermieteten Liegenschaften und landwirtschaftlichen Flächen) oder nach Verkehrswert (geschätzter erzielbarer Verkaufspreis) besteuert.
Indirekt wird Grundbesitz in allen Kantonen über die Einkommens-, Vermögens- und Kapitalsteuer besteuert.
Beim Verkauf einer Immobilie wird in allen Kantonen eine Grundstückgewinnsteuer erhoben. Es wird der Gewinn besteuert, also die Differenz zwischen Verkaufspreis und dem inflationsbereinigten Kaufpreis. Die Steuer wird vom Verkäufer bezahlt, je länger er die Immobilie gehalten hat, desto tiefer ist der Steuersatz; dies soll insbesondere die Immobilienspekulation bekämpfen.

## Kanada
Viele Provinzen in Kanada erheben eine Grundsteuer, deren Höhe sich nach Wert und Nutzung des Grundstücks richtet. Dies ist die Haupteinkommensquelle für die meisten Kommunalverwaltungen in Kanada. Der Steuersatz variiert zwischen den Kommunen, aber meistens wird die Erhebungsgrundlage, Bewertungsverfahren usw. durch Provinzialgesetz festgelegt. Zunehmend wird ein Standardmarktwert verwendet, der in unterschiedlichen Zyklen angepasst wird. Einige Provinzen sehen eine jährliche Anpassung vor, für den Fall, dass der Grundstücksmarkt besonders volatil ist, während andere längere Zeiten zwischen den Neubewertungen verstreichen lassen.

## Niederlande
In den Niederlanden wird Grundsteuer (niederländisch: onroerendezaakbelasting, ozb) auf alle Grundstücke und Gebäude fällig. Als Bemessungsgrundlage dient der Marktwert der Immobilie. Für Wohngebäude wird die Grundsteuer allein durch den Eigentümer bezahlt. Für andere Immobilien ist neben dem Eigentümer der Mieter steuerpflichtig. Die Einkünfte aus der Grundsteuer kommen komplett den Gemeinden zugute, welche auch die Höhe der Steuer festlegen. Die Grundsteuer trägt mit 1,6 % zum gesamten Steueraufkommen bei.

## Tschechien
Gegenstand der Steuer (daň z nemovitých věcí) ist der Besitz von Grundstücken und Gebäuden durch natürliche oder juristische Personen auf dem Gebiet der Tschechischen Republik. Das Gesetz besteht aus zwei Teilen; der erste Teil behandelt die Grundsteuer, der zweite die Gebäudesteuer. Näheres ist unter Grundsteuer (Tschechien) beschrieben.

## Als finanzpolitisches Instrument
Eine Studie des Internationalen Währungsfonds von 2015 verweist explizit auf die Grundsteuer als eine Maßnahme gegen Ungleichheit. So könne „die Umverteilungsrolle der Finanzpolitik durch ein stärkeres Vertrauen auf Vermögens- und Grundsteuern gestärkt werden“.

## Historische Formen der Grundsteuer
Die Geschichte der Grundsteuer reicht weit zurück und ist eng mit der Entwicklung von Steuersystemen und der Verwaltung von Land verbunden. In vielen antiken Gesellschaften wurden bereits Formen der Grundbesteuerung angewendet, um Einnahmen für die Staatskasse zu generieren.
Im Mittelalter und der frühen Neuzeit war die Grundsteuer oft eine wichtige Einnahmequelle für Herrscher und Regierungen. Beispiele dafür sind die "Capitatio-Iugatio" im Römischen Reich, bei der die Bauern einen festen Betrag an Getreide oder andere Produkte als Steuer abführen mussten, oder der "Wurfzins", eine landwirtschaftliche Steuer im Heiligen Römischen Reich.
Eine besonders bekannte historische Form der Grundbesteuerung ist das "Permanent Settlement" in Britisch-Indien während der Kolonialzeit. Dabei wurden feste Steuersätze für Grundbesitzer eingeführt, was jedoch oft zu Ausbeutung und Unruhen führte.
Im Laufe der Geschichte hat sich die Grundsteuer weiterentwickelt und wurde in verschiedenen Ländern und Zeiten auf unterschiedliche Weise angewendet. Heute ist sie immer noch eine wichtige Einnahmequelle für viele Staaten und Kommunen weltweit.